# Хронограф

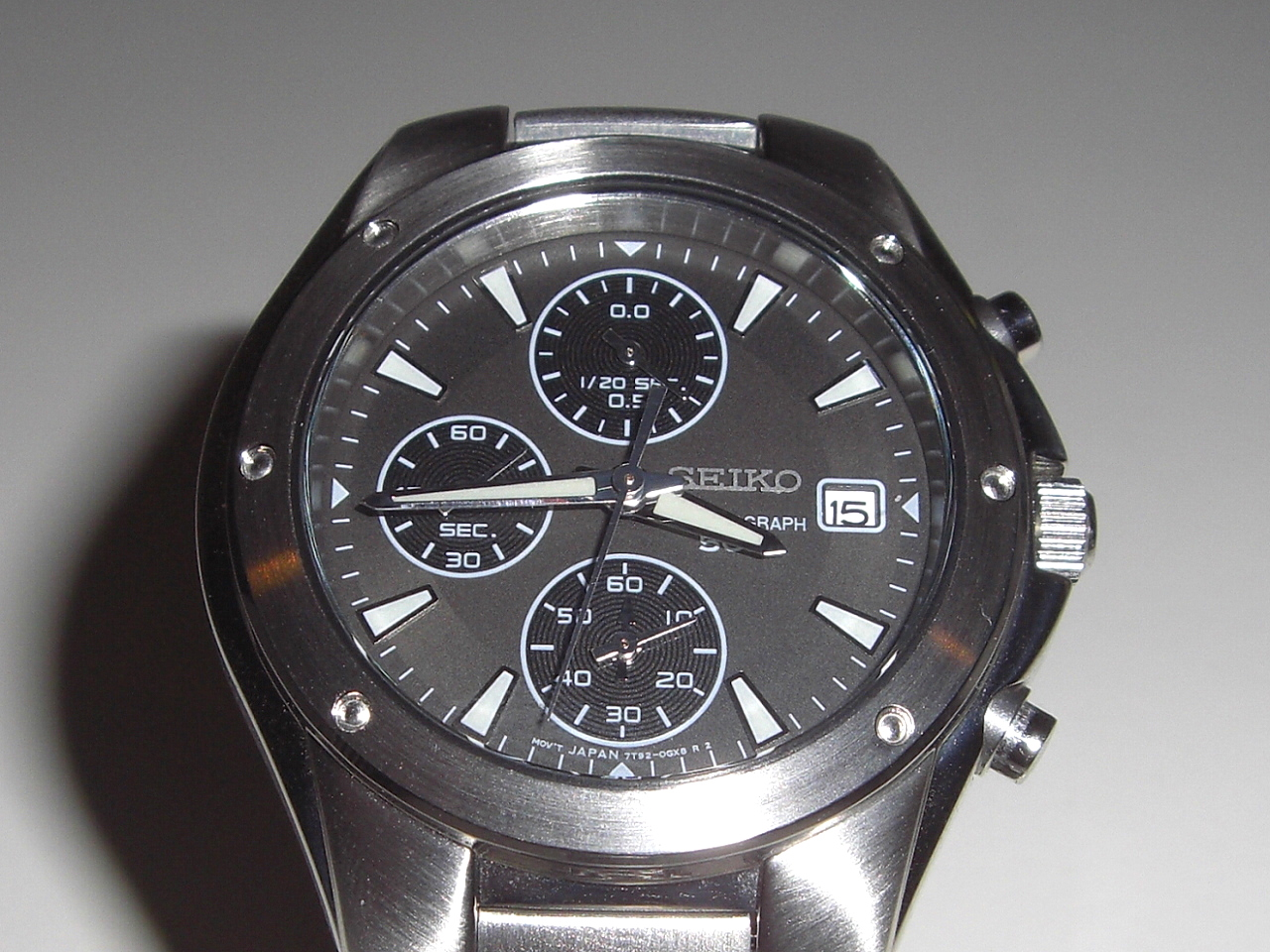
Сучасний наручний годинник-хронограф компанії Seiko

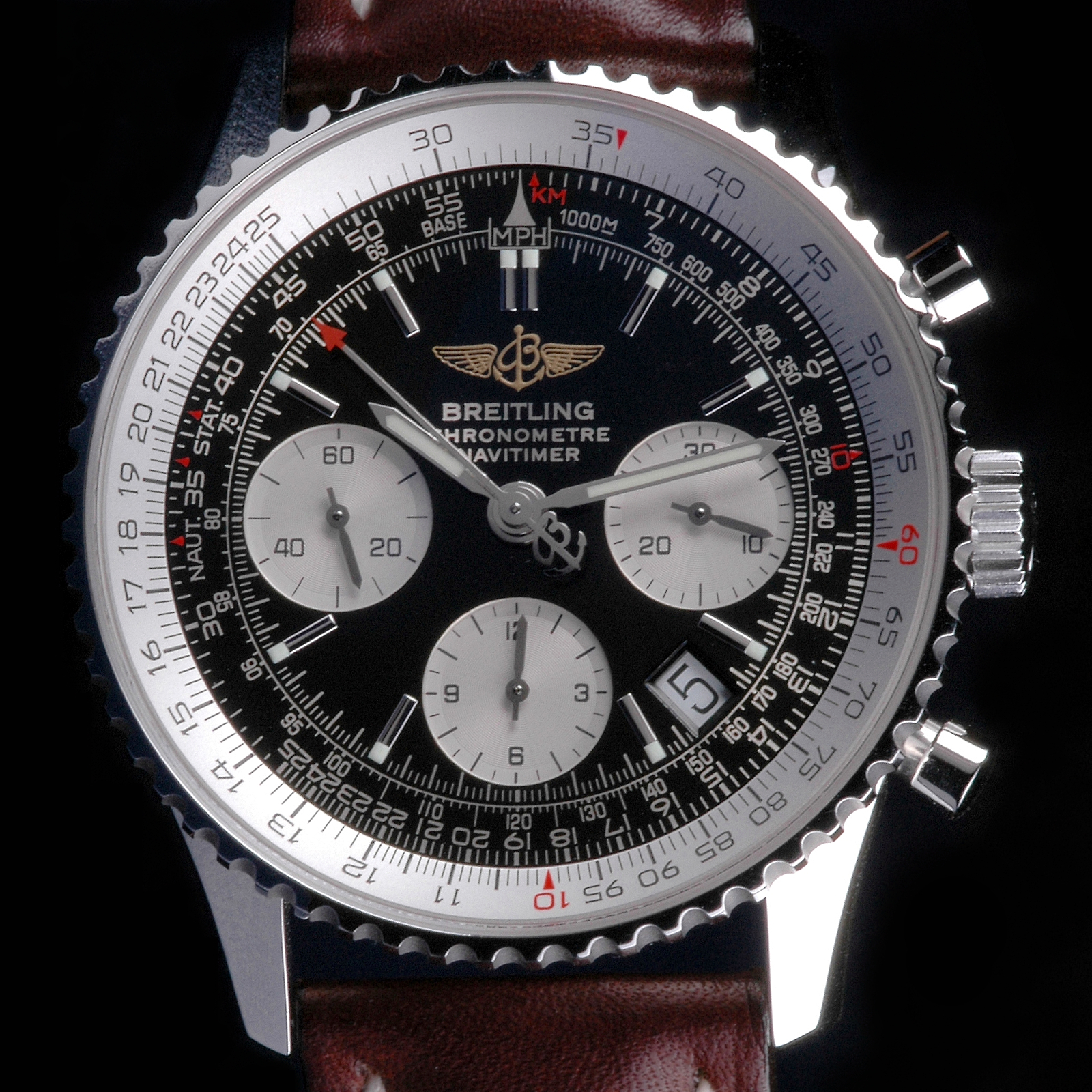
Сучасний наручний годинник-хронограф компанії Breitling

Хронограф (від лат. chronos та лат. grapho — писати) — годинник, який показує години, хвилини і секунди, суміщені з хронометричним пристроєм, що дозволяє проводити вимірювання проміжків часу. Центральна стрілка хронографа показує секунди, зазвичай з відрізком 1/5 секунди, на одному з маленьких циферблатів фіксуються хвилини, зазвичай до 30—60 хвилин, на іншому (якщо він є) — години, зазвичай до 4—12 годин.

## Історія

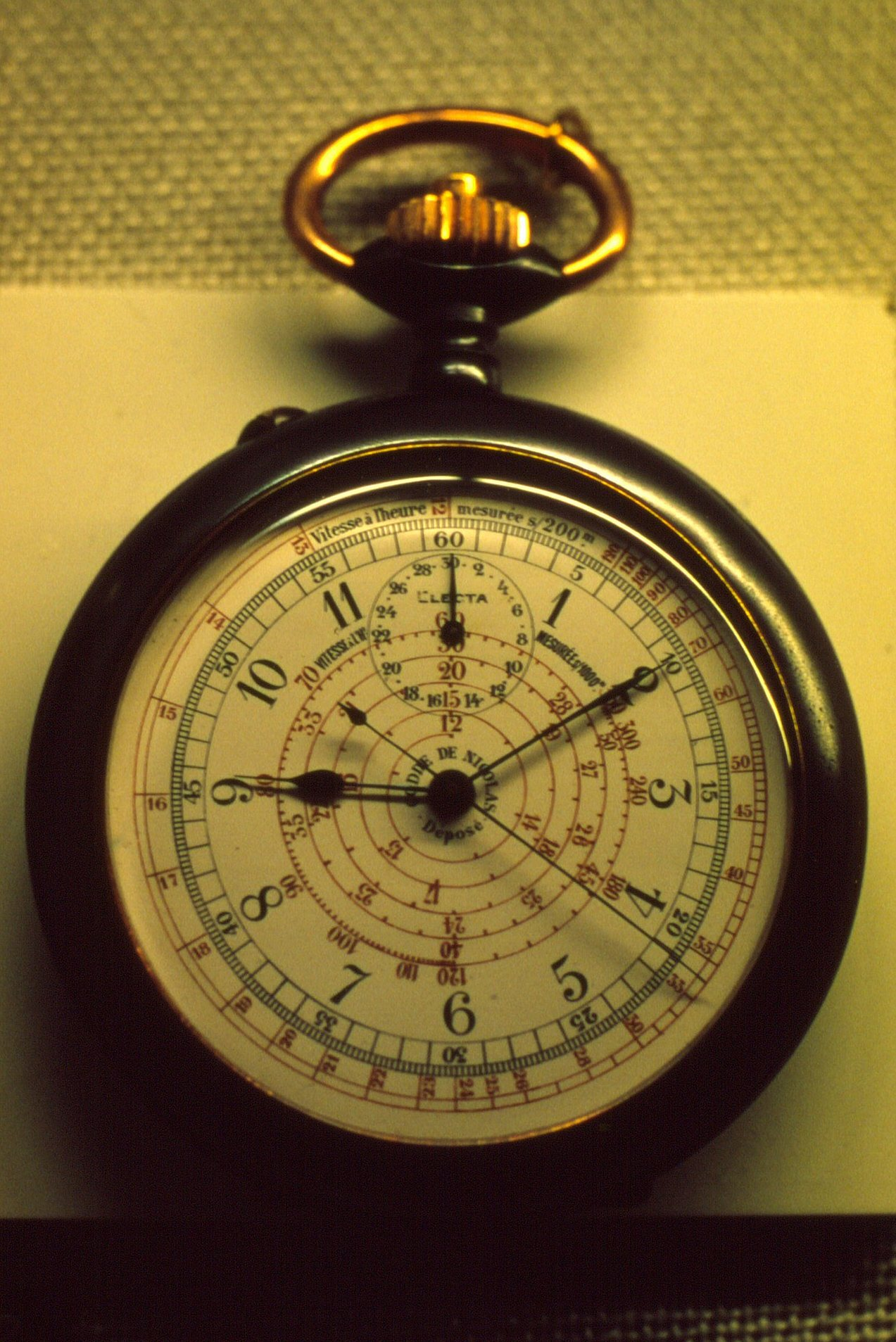
Кишеньковий хронограф кінця 19 століття

Винахід хронографа сягає 1720 року, коли англійський годинникар Грехем (англ. Graham) створив перший годинник, який дозволив виміряти відрізок з точністю 1/16 секунди. 1831 року був винайдений спліт-хронограф — годинник, із секундоміром, що мав функцію проміжного фінішу. А перший хронограф, принципи роботи якого залишилися незмінними до наших днів (увімкнення, зупинка й повернення до нуля) був розроблений Адольфом Ніколем (англ. Adolphe Nicole) у 1862 році. З цього періоду до середини 20 століття було зроблено близько 400 винаходів, що стосуються удосконалення роботи механізму хронографа.
Нещодавно був виявлений годинниковий прилад, важливість якого важко переоцінити. Це перший в історії хронограф, названий його автором Луі Муане, лічильником терцій. Пуансони на нижній стороні корпусу цього хронографа дозволяють стверджувати, що робота над ним була розпочата в 1815 і закінчена в 1816 році. Його оригінальна і новаторська конструкція свідчить про генія творця, що набагато випередив свій час. Центральна стрілка хронографа відраховує час з точністю до 1/60 частки секунди, окремі лічильники передбачені для секунд і хвилин, і ще один, з 24-годинною шкалою, для годин. Для пуску і зупинки відліку, а також повернення стрілок на нуль використовуються дві кнопки, що і дозволяє назвати цей прилад хронографією в сучасному професійному сенсі цього слова, при тому, що сам цей термін з'явився на кілька років пізніше.
Механізм повернення стрілок хронографа на нуль став абсолютно революційним для того часу. Дотепер роком винаходи хронографа було заведено вважати 1862, коли свій хронограф запатентував Адольф Ніколь.
Приблизно в 1910 році з'явився перший наручний хронограф. Розвиток наручних годинників і хронографів, як одного з типів наручних годинників, йшов майже одночасно. Так, поява водонепроникних годинників у 1930 році викликала появу водонепроникних хронографів у 1933. Те ж саме відбулося і при появі антимагнітних годинників. Хоча були й винятки. У 1930—40-х роках широкий розвиток отримали годинники з автопідзаводом. Але суміщення автоподзавода з хронометром і, тим більше серійне виробництво автоматичних хронографів було неможливо через ряд технічних проблем. Проте, Lemania — один з найбільших виробників годинникових механізмів, розробила автоматичний хронограф уже в 1947 році, але серійне виробництво його так і не починалося. В результаті протягом наступних 20 років, до 1965 року, істотних змін у виробництві автоматичних хронографів не відбулося.
У 1965 році була створена Асоціація з компаній Buren-Hamilton, Breitling, Dubois-Depraz і Heuer-Leonidas для розв'язання проблеми суміщення механізму хронографа з механізмом годинників з автпідзаводенням. У результаті 3 березня 1969 року був презентований перший автоматичний хронограф, презентація якого одночасно відбулася в Женеві, Нью-Йорку, Токіо, Гонг-Конгу і Бейруті. Новий Caliber 11 названий Chronomatic (від CHRONOgraph і autoMATIC). Він працював з частотою 19 800 напівколивань на годину. Chronomatic випускався з 1969 по 1972 роки. Потім був винайдений Caliber 12 із частотою 21 600 напівколивань на годину.

## Модифікації

### Fly-back

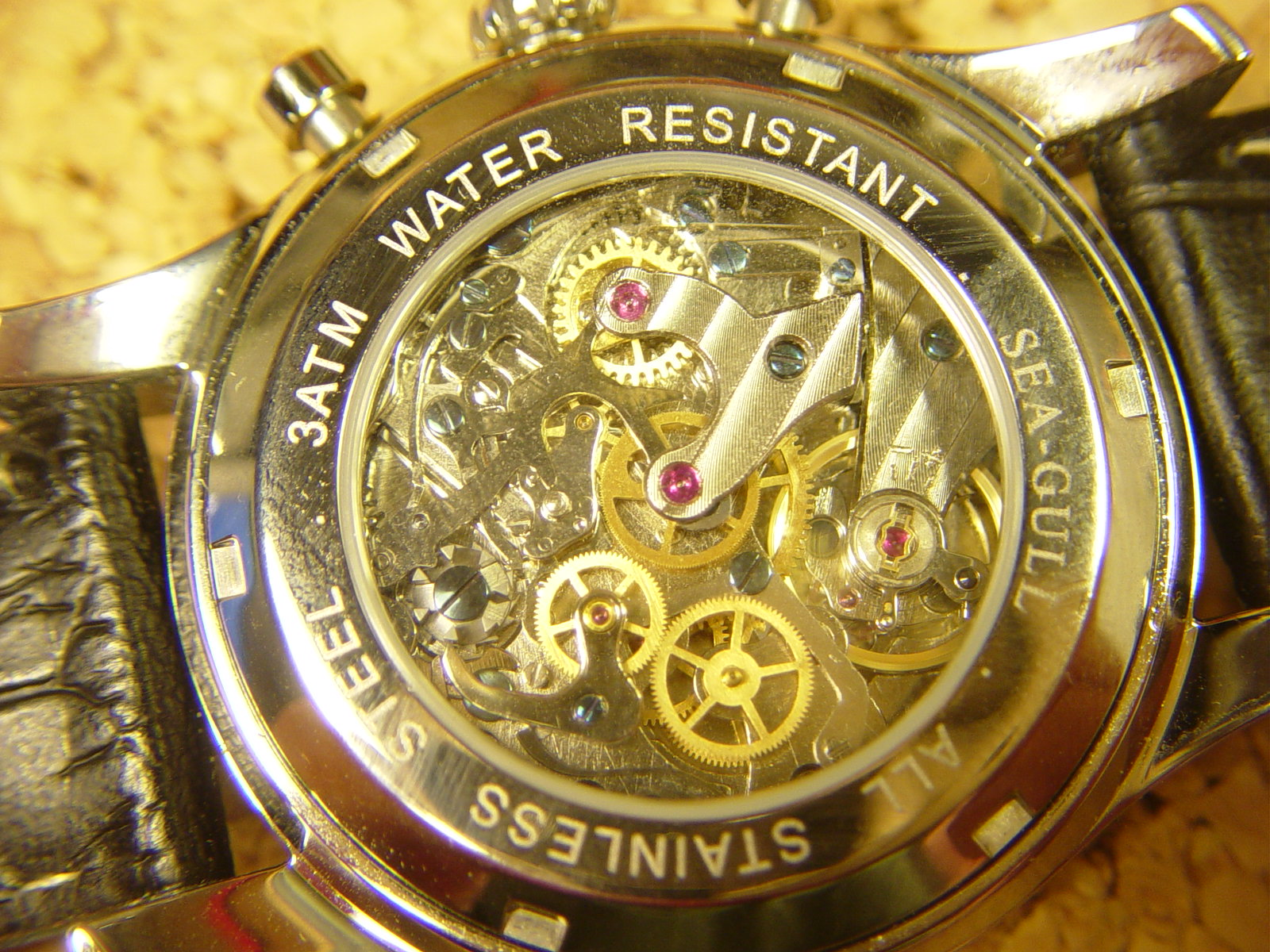
Годинниковий механізм хронометра

Особливо широке поширення хронографи отримали з розвитком аеронавтики і спорту. Завдяки прогресу і підвищенню вимог до хронографів був винайдений хронограф з функцією fly-back. Для здійснення повітряної навігації на маленьких літаках використовуються компас і годинник. Рухаючись по прокладеному курсу в повітряних коридорах, пілот повинен слідувати в заданому напрямку по компасу протягом заданих проміжків часу. При зміні курсу йому необхідно починати новий відлік часу. При великих швидкостях польоту і низькій висоті потрібно максимально швидке перемикання хронометра з мінімальною кількістю рухів. Для цього була винайдена функція fly-back, що дозволяє проводити скидання показань хронографа одночасно з початком нового відліку. При цьому використовується тільки одне натискання кнопки, на відміну від стандартного хронографа, де потрібно два натискання. Такі хронографи вперше стали вироблятися для німецької авіації в 1930-ті роки швейцарськими фірмами Hanhart і Tutima.

### Спліт-хронограф
Спліт-хронограф — хронограф, який має дві секундні стрілки, що дозволяють засікти час проміжного фінішу. Ця складна функція дозволяє фіксувати тривалість кожної з двох подій, що мають одночасний початок, але закінчуються роздільно. Зазвичай такий хронограф має третю кнопку, якою і здійснюється спліт-функція. При натисканні цієї кнопки одна з стрілок (спліт) зупиняється, у той час, як інша продовжує відлік часу. Це дозволяє засікти потрібний час, не зупиняючи секундомір. Після повторного натискання цієї ж кнопки секундна стрілка, що зупинилася приєднується до стрілки, що рухається. Якщо необхідно зафіксувати як проміжний, так і остаточний час, необхідно натиснути іншу кнопку, розташовану під заводною голівкою.

### Регатний хронограф
Регатний хронограф — хронограф, який відраховує час при старті вітрильної регати в дуже зручній для яхтсменів формі. Відлік часу з початку старту показується в п'яти отворах, розташованих по дузі за допомогою кольорового ходу. Колірний лічильник являє собою триколірний (синій, червоний, білий) диск, видимий через 5 круглих віконець. Кожний отвір відповідає одній хвилині, а весь лічильник розрахований на 15 хвилин. Зміна кольору говорить про початок наступної п'ятихвилинки. Подібного роду годинник випускають Piquot Meridien, Corum, Tag Heuer, Atlantic.